# Cementerio Club (banda)
Cementerio Club es una banda de rock alternativo formada en 1996 en Lima, Perú. Está integrada por José Arbulú (voz y bajo), Pedro Solano (voz y guitarra rítmica), Luis Callirgos (batería) y [[Ricardo Solís]] (primera guitarra). Banda de una larga y reconocida trayectoria, en 2004 en la entrega de los MTV Video Music Awards Latinoamérica 2004 obtuvieron el premio como Mejor Artista Nuevo - Centro.

## Historia

### Inicios
Esta banda empezó a mediados de noviembre de 1996, cuando José Arbulú (ex Cadena Perpetua y Los Vagabundos) comienza a asistir más que regularmente a los ensayos de sus amigos Luis (El Pollo) Callirgos y Pedro Solano (ambos ex - Los Pollos).
Los tres amigos se dedican, apasionadamente, durante tres meses a componer y dar forma al primer material del grupo, el mismo que grabarían junto a Caroline Cruz, como cuarto integrante, en un demo maqueta editado en el circuito independiente en mayo de 1997, bajo el nombre de Cementerio Club, inspirado en la canción homónima del músico argentino Luis Alberto Spinetta, que integra el álbum Artaud (1973). El demo tuvo el efecto de interesar a algunas disqueras nacionales. En julio de 1997, el músico Miki González invitó a la banda (para ese entonces trío, ante la salida de Cruz del grupo) a participar con dos temas ("Underground" e "Inseguridad") en el CD compilatorio Mil Gritos Contra el Tedio de su sello APU records. "Underground" fue el sencillo promocional de este álbum, ingresando en la programación de las radios de rock de Lima y provincias. Al final del año, Cementerio Club era elegido como Mejor Grupo Nuevo por los lectores de la revista de rock alternativo Caleta.
En agosto de 1997 participan en el compilatorio Audición Radical con una versión en vivo del tema "El Río".

### Cementerio Club (1998-1999)
Frontera Records, sello de Pablo Boner (teclista de Nosequién y Los Nosecuántos), fue la disquera que fichó a Cementerio Club para su álbum debut. Llamado simplemente Cementerio Club, se editó en mayo de 1998 y fue distribuido junto al número 21 de la revista Caleta. El disco tuvo excelentes comentarios de la prensa, radios y público en general.
"El Río" y "Barco Viejo" serían esta vez, los temas encargados de liderar la difusión del álbum, logrando ambos ubicarse en el primer lugar en radios de Lima y otras ciudades del Perú. Los siguientes dos años verían a Cementerio Club llevando su show a todos los bares, clubes, universidades, festivales, estadios y centros culturales. Desde julio de 1998, Ricardo Solís se incorporaría como guitarrista invitado para las presentaciones en vivo de la banda. En enero de 2000, y luego de un año y medio con el grupo, Ricardo fue invitado también a poner su cara en las fotos y su nombre en las reseñas, esta vez ya como miembro estable del Cementerio Club.
La prestigiosa BBC de Londres les grabó una entrevista, realizada por el periodista Julio García, que fue posteriormente difundida para toda Hispanoamérica, junto con el material de Cementerio Club, en un especial de 30 minutos para el programa radial Nuestro Son.
Luego, en el verano de 1999, la cadena MTV empezó a difundir en sus espacios Raizónica y Conexión, el primer videoclip de la banda, "Barco Viejo". A mediados de 1999, se produjo también el esperado relanzamiento del CD debut de Cementerio Club, agotado desde fines de 1998, esta vez en formato de casete y con tres bonus tracks. Ese mismo año, la banda se dio el gusto de actuar como grupo invitado de Mar de Copas, como parte de la temporada de presentaciones del Suna, quinto disco de los Copas. Finalmente, Cementerio Club cerró el año ofreciendo una temporada de conciertos acústicos, acompañado de diez músicos invitados. Como parte de esta temporada, la banda se presentó en el prestigioso Ciclo de Conciertos Desenchufados que organiza anualmente el Centro Cultural de la Universidad Católica del Perú.

### Cerca (2000-2001)
En el mes de marzo participan en el recopilatorio Acidéz con el tema "No Puedo Dormir", original de Los Pollos, que luego sería regrabado e inserto en el álbum Vacaciones en Mediocielo.
Los conciertos acústicos provocaron un nuevo disco, editado en mayo de 2000: Cementerio Aclúbstico: Una Crónica de Noches Desenchufadas y Demos Solitarios, conteniendo tanto material en vivo como de estudio. Todas las copias de este CD, de edición limitada, fueron individualmente numeradas y firmadas por los miembros de la banda. El CD además, se constituyó en el primer disco acústico editado por una banda de rock en el Perú.
Agosto de 2000 trajo consigo la grabación en estudio del nuevo álbum de Cementerio Club: Cerca. El grupo había reunido cerca de treinta temas para esta nueva aventura por lo que organizó previamente una temporada de conciertos en el Pub La Parada para tocar el material nuevo y elegir, junto a su público, las canciones del nuevo disco. Boleta de votación en mano, y sin fraude de por medio, se eligieron trece temas.
La grabación de Cerca, realizada en MEGA Studios fue dirigida y producida por el productor inglés Chris Miley, profesional en producción musical egresado del Liverpool Institute for Performing Arts - LIPA, una de las más reconocidas escuelas de música de Europa que cuenta entre sus profesores y auspiciadores con Paul McCartney, George Martin y Mark Knopfler, entre otros. Miley, ha trabajado con éxito en su país con bandas del área de York y Liverpool, siendo actualmente bajista de la banda Penfold, de York. Cerca contó además con músicos invitados: una sección de cuerdas formada por Inkeri Petrozzi (chelo) y Pauchi Sasaki (violín); la percusión de Dante Oliveros, de La Sarita; Ricardo Ponciano en el corno francés y el propio Chris Miley en hammond organ y teclados. Jeni y L.A.S.E. de Electro-Z, Raúl Montañez "Montaña" y Gisele Rodríguez sumaron sus voces a la grabación de "Año 2000... Retrofuturo", tema que cierra el álbum. "Mar Salvaje" fue elegido como primer sencillo de Cerca.
El 2001 fue el año de las presentaciones de Cerca y de algunos nuevos hitos importantes para la banda: un nuevo desenchufado en el Centro Cultural de la Universidad Católica; el video de "Sometimes Bonita" en rotación en MTV; esa misma canción encabezando los rankings de programas nacionales y de una radio en Nueva Jersey, Estados Unidos; conciertos en Huánuco.

### 2002
Para el 2002 los proyectos continuaron. Como primer acto, Cementerio Club lanzó un nuevo disco "aclúbstico", recopilando los conciertos desenchufados de fines del 2001 y comienzos del 2002. El nuevo disco Canciones desnudas para iluminar los cuerpos fue editado esta vez a través de la página web de la banda, mediante entregas quincenales y de acceso gratuito al público, quienes pudieron descargar las canciones en formato MP3 y la carátula del disco a sus computadoras.
En el mes de agosto participan con una versión muy especial del tema "Jade" para el recopilatorio Caleta Finale, editado junto al número final de la revista Caleta.
Cementerio Club cerró la gira de Cerca presentándose en bares limeños y clubes de Cajamarca y Trujillo, así como en el multitudinario concierto Nacional Sale a la Calle 2 ante más de 15,000 personas en Lima.
Finalmente, ese año Cementerio Club, se dio el gusto de abrir el álbum compilatorio Tributo A La Niñez, con su particular versión de "El Do Del Clarinete".

### 2003
El 2003 trajo un nuevo disco en estudio: Vacaciones en Mediocielo. La banda trabajó este disco bajo la producción de Rafo Arbulú (hermano de "El Capi") y siempre en MEGA Studios. Esta vez, consiguieron además cumplir un viejo sueño al lograr masterizar el álbum en los prestigiosos estudios Abbey Road de Londres, el mismo donde grabaran bandas emblemáticas del rock mundial como The Beatles, Pink Floyd, Oasis, Radiohead, Gustavo Cerati, entre otros. El ingeniero a cargo de este trabajo por los estudios Abbey Road fue Chris Blair, quien es doble ganador de Premios Grammy por sus trabajos con Sting y Radiohead.
Vacaciones en Mediocielo contó con un primer video para el sencillo "Esfera De Cristal", el cual al igual que sus antecesores logró instalarse en la programación del MTV hispano y los programas de televisión nacionales de difusión de Rock y Pop. El segundo sencillo de Vacaciones en Mediocielo fue "Inmortales", que ingresó a rotación en las principales radioemisoras de Lima y provincias y cuenta con un video dirigido por el prestigioso Percy Cespedez. Este video está también instalado en la programación nacional e internacional vía MTV.
Además ese año participan en el Tributo a Leuzemia (legendaria banda de punk peruano) con su versión del tema "Oirán Tu Voz, Oirán Nuestra Voz".

### 2004
Para el 2004 Cementerio Club participa en la serie de conciertos acústicos organizados por el Centro Cultural La Noche de Barranco. La participación del grupo fue grabada para un nuevo disco acústico: ¿Aún crees en la magia?. Para estos conciertos se contó con la participación de amigos de la banda como Manolo Barrios (Mar de Copas), Salim Vera (Libido) y Gabriel Gargurevich (El Ghetto). Salieron de estos conciertos algunos reconocidos temas como el arreglo de Barco Viejo con introducción de Taxman de Los Beatles incluida. El popurrí Inmortales/La Máquina Del Tiempo/Tres/Hotel Apocalipsis, y la versión de In Between Days de The Cure también fueron parte del repertorio.
El 21 de octubre de 2004 Cementerio Club fue ganador en la categoría Mejor Artista Nuevo Región Central en la 3a. Entrega Anual de los MTV Video Music Awards Latinoamérica 2004 realizado en la ciudad de Miami Beach, ceremonia a la que asistieron a recibir su trofeo.
Antes de terminar el año participan en el disco Gracias Por El Refugio. Tributo Peruano a Los Rolling Stones con su versión del clásico tema "Jumpin' Jack Flash".

### 2005
En junio la banda lanza un disco recopilatorio titulado 1997–2005. En julio de 2005 la banda estrenó el videoclip de su tema "Crepúsculo", bajo la dirección de Percy Céspedez.

### 2006 - 2007
En enero de 2006, José Arbulú presentó su disco solista Libres (2006, Lamparín Producciones), siendo el primer disco del proyectado box set Cementerio Club: Colección Solistas. A este proyecto se añadiría, en junio de 2006, el disco solista de Pedro Solano titulado + amor (2006, Lamparín Producciones).
En julio de 2007 después de 4 años de ausencia discográfica Cementerio Club regresó con su nuevo álbum Bailando en el muladar teniendo amplia acogida entre sus fanáticos y en la prensa especializada.
Para diciembre de 2007 en un concierto especial llamado Navidad Beat entregaron a sus fanes el tema "En Navidad" a través de dispositivos USB así también por medio de su página en My Space.

### 2008 - 2009
En enero de 2008 lanzaron el tema "Stereoman" como primer sencillo de su nuevo álbum, para el cual se realizó un videoclip animado.
En febrero de 2008, la banda es nominada como Mejor banda de rock en los Premios APDAYC. El 14 de noviembre de 2008 la banda participó en la primera edición del Lima Hot Festival, realizado en el Estadio Nacional del Perú donde la banda compartió escenario con los internacionales R.E.M. y Travis.
Durante 2009 la banda realizó una serie de conciertos en Lima junto a bandas locales.

### 2010 - 2014
Para abril del 2010 la banda anuncia un nuevo disco (aún no editado) y del cual lanza dos temas de adelanto: "Luces De Neón" y "Llevas Mi Fe", las cuales se pudieron descargar gratuitamente a través de su web, como en otras ocasiones lo habían hecho.
Durante el año 2011 la banda se tomó un lapso de tiempo para volver a reunirse a inicios de 2012. CC ha participado en el tributo al músico y cantante hispanoperuano Miki González, titulado Radio Marginal, con su versión del tema "Ponte Tu Vestido", original de 1987.
En el año 2014, la banda volvió a los escenarios de Lima, entre otros junto al cantautor español Mikel Erentxun. En el mes de septiembre publican en su canal de YouTube un nuevo video sencillo con su versión del tema "La Esquina Es La Misma", original del grupo peruano Zcuela Crrada.

### 2015 - 2016
En el 2015 la banda terminó de grabar su disco "Tiempo", que fue presentado el 27 de enero de 2016 en el programa Jammin', concierto en el cual tocaron junto a Mobivstrip y a Zcuela Crrada. El disco cuenta con nueve canciones grabadas entre el 2010 y 2015.

### 2025
En 2025, la banda anunció el lanzamiento del disco Eureka, con algunos temas inspirados en el estilo de The Beatles.

## Discografía

### Demos
- Cementerio Club (casete) (mayo de 1997, De Cajón Producciones)

### Discos de estudio
- Cementerio Club (mayo de 1998, Frontera Records; edición en casete: agosto de 1999, Frontera Records; reedición CD: diciembre de 2001-2002, Lamparín Producciones)
- Cerca (diciembre de 2000, Lamparín Producciones)
- Vacaciones en Mediocielo (marzo de 2003, Lamparín Producciones)
- Bailando en el muladar (junio de 2007, Lamparín Producciones)
- Tiempo (2015)
- Eureka (2025)

### Discos en vivo (desenchufados)
Todos sus discos "desenchufados" llevan el nombre genérico de Cementerio Aclúbstico:
- Una Crónica de Noches Desenchufadas y Demos Solitarios (mayo de 2000, De Cajón Producciones)
- Canciones desnudas para iluminar los cuerpos (mayo de 2002, Lamparín Producciones)
- ¿Aún crees en la magia? (diciembre de 2004, Lamparín Producciones)

### CD sencillo
- Esfera de cristal (noviembre de 2002, Lamparín Producciones)

### Sencillos digitales
- Luces de neón / Llevas mi fe (abril de 2010, Lamparín Producciones)
- Reset (agosto de 2019, Lamparín Producciones)
- Pasajeros (agosto de 2020, Lamparín Producciones)

### Compilaciones
- 1997-2005 (junio de 2005, Lamparín Producciones)

### Participación en tributos
- Tributo A La Niñez (2002, Ya Estás Ya Producciones-1001 Records). CC participa con su versión del tema "El Do Del Clarinete".
- Tributo A Leuzemia 1983-2003 (2003, GJ Records). CC participa con su versión del tema "Oirán Tu Voz, Oirán Nuestra Voz".
- Gracias Por El Refugio. Tributo Peruano a Los Rolling Stones (2004, Ñ Discos). CC participa con su versión del tema "Jumpin' Jack Flash".
- Radio Marginal. Tributo a Miki González (2012, Ombligo Label - Descabellado Records). CC participa con su versión del tema "Ponte tu vestido", original del álbum de M. Gónzález Tantas Veces (1987).

### Participación en recopilatorios
- Audición Radical (casete) (julio-agosto de 1997, Revista Caleta, n.º 17). CC participa con una versión en vivo del tema "El Río".
- Mil Gritos Contra El Tedio (noviembre de 1997, Apu Records). CC participa con los temas "Underground" e "Inseguridad".
- Acidéz (casete) (marzo de 2000, Revista Caleta, n.º 25). CC participa con el tema "No Puedo Dormir", original de Los Pollos.
- Crónica Del Rock Peruano (CD 1: Modern Rock) (noviembre de 2001, Empresa Editora El Comercio). CC participa con el tema "Barco Viejo".
- Caleta Finale (agosto de 2002, Revista Caleta, n.º 28). CC participa con una versión en vivo acústica del tema "Jade".
- Pop Rock Peru 2005 Vol.1 (CD) (2005, TDV Media & Entertainment). CC participa con el tema "Sometimes bonita" y "Inmortales".
- Pop Rock Peru 2005 Vol.2 (CD) (2005, TDV Media & Entertainment). CC participa con el tema "Crepúsculo" y "Imagine II".

## Vídeo clips
- "Barco Viejo (1999)
- "Sometimes Bonita" (2001)
- "Jade (Aclúbstico)" (2002)
- "Esfera De Cristal" (2003)
- "Inmortales" (2004)
- "Crepúsculo" (2005)
- "Stereoman" (2008)
- "Luces De Neón" (2010)
- "La Esquina Es La Misma" (2014)
- "Tiempo" (2015)